# NSG教育研究会
NSG教育研究会は、株式会社NSGアカデミーによって運営される学習塾である。新潟県と福島県一部地域に36校舎を展開している。

## 概要
小学部CIRCLE(サークレ)、中学部SCALA(スカーラ)、高校部CRAIS(クレイス)にてそれぞれ小学生、中学生、高校生へ授業を行っている。